# Nazareno
Nazareno este un oraș în Minas Gerais (MG), Brazilia.